# 工業路
工業路（Gong Ye Rd.）是高雄市林園區東邊的主要道路，亦行經林園工業區，地理位置接近高屏溪出海口，呈近乎南北向，共分成三個部分。工業一路東起接工業二路，途中於溪州一路、溪州二路口轉南，往南止於接屬台17線的沿海路一段、石化二路。工業二路、三路為南北向道路且相連，沿路經高屏溪西岸及林園工業區東側。其中工業二路屬台29線，北起大寮、林園區交界，前端銜接往大寮區會結、潮寮、大發工業區、大發交流道及大樹佛光山。南於石化二路口（台17線雙園大橋西端橋下，同時是台29線終點）接工業三路。工業三路接續二路，南止於石化三路，往南轉此路至汕尾漁港。

## 行經行政區域
- 林園區

## 分段
工業路共分成三個部分：
- 工業一路：東起於工業二路口，途中於溪州一、二路口轉南，南止於沿海路一段、石化二路口。
- 工業二路：北起於大寮、林園區交界接河堤路三段，南於石化二路口（雙園大橋西端橋下）接工業三路。屬台29線。
- 工業三路：北於石化二路口（雙園大橋西端橋下）接工業二路，南止於石化三路。

## 歷史
林園工業區早年於1975年成立之後，工業一、二、三路陸續通車。其中工業二路、三路舊屬縣道179號磚子窯－汕尾段。1993年臺灣公路第三次整編，將縣道179號剩餘路段完全納入，台21線終點由當時高雄縣大寮鄉磚仔窯延伸至林園鄉汕尾銜接台17線（雙園大橋西端橋下），工業二路則屬台21線，工業三路則降為一般道路。
2014年7月16日路線調整更動，工業二路變更編號台29線。

## 沿線設施
（工業一路由東至西，工業二、三路由北至南。）
- 工業一路
  - 工業二路
  - 林園工業區
  - 溪州橋
  - 溪州社區
  - 溪州東興宮（溪洲一路56巷3號）
  - 高85線溪洲一路、高86線溪洲二路
  - 沿海路一段、石化二路
- 工業二路
  - 高82線潭平路
  - 林園工業區
  - 石化二路、雙園大橋
- 工業三路
  - 石化二路、雙園大橋
  - 林園工業區

## 公共自行車
- 高雄市公共自行車租賃系統：
  - 沿海工業一路口：沿海路一段/工業一路西南側

## 參照
1. ↑  .   [2014-02-14]. （原始内容存档于2015-04-02）.
2. ↑  台21線#1993年臺灣公路第三次整編
3. ↑  交通部公路總局省道公路路線表 的存檔，存档日期2014-07-09.
4. ↑  行政院解編高山公路 Archive.today的存檔，存档日期2014-08-12

## 外部連結
- 經濟部工業局林園工業區服務中心 （页面存档备份，存于）